# 萌える大百科
萌える大百科（もえるだいひゃっか、MO-L）は、メディア・テック出版が刊行していた萌え本のシリーズ名。編集はJCNが行っていた。

## 概要
2006年12月12日に同時刊行した「女神大百科」と「悪魔大百科」が第1弾。カタログ性を重視したものや中世ヨーロッパの歴史や伝承を題材にしたタイトルが中心となっている点が特徴である。
レーベルの立ち上げ当初から競合他社の萌え本（特にイーグルパブリシングの萌え萌えシリーズ）との題材の重複が目立つとされていたが、コラムの拡充や短編小説を掲載する等の差別化を図って対応していた。
2008年10月、メディア・テック出版の倒産に伴い刊行停止。これに伴い、刊行が延期されていた「あすりーとうぇあ大百科」が「すぽーつうぇあ大全」に改題し秀和システムより刊行されたのを始め、JCN編集のタイトルは同社の萌え大全に移行している。

## タイトル一覧
- 女神大百科
- 悪魔大百科
- 魔獣大百科
- プリンセス大百科
- ジョブ大百科
- すいむすーつ大百科
- アーサー王大百科
- らんじぇりー大百科
- シャルルマーニュ大百科
- 武器むすめ大百科
- ないとうぇあ大百科
- 魔女狩り大百科
- 真説・女神大百科 - 「女神大百科」の改訂版。
- 羽根むすめ大百科
- あすりーとうぇあ大百科 - 「すぽーつうぇあ大全」に改題、秀和システムより刊行。